# Асхат Житкеєв
Асхат Житкеєв  (каз. Асхат Житкеев, 13 квітня 1981) — казахський дзюдоїст, олімпійський медаліст.

## Виступи на Олімпіадах
| Олімпіада   | Дисципліна           | Місце |
| ----------- | -------------------- | ----- |
| Сідней 2000 | напівважка категорія | AC    |
| Афіни 2004  | напівважка категорія | 7T    |
| Пекін 2008  | напівважка категорія | 2     |